# Georg II. (Pommern)

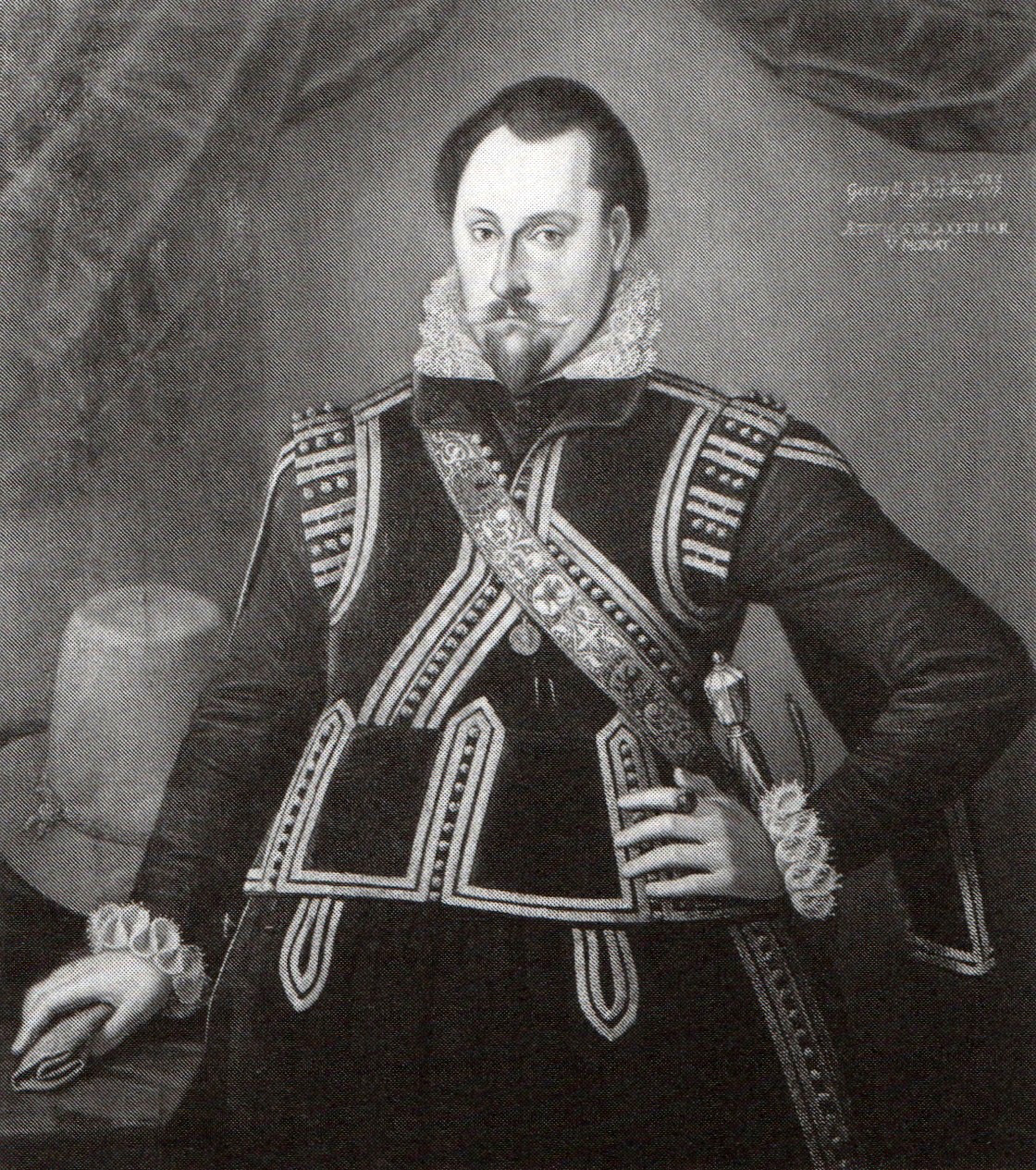
Georg II., 1615

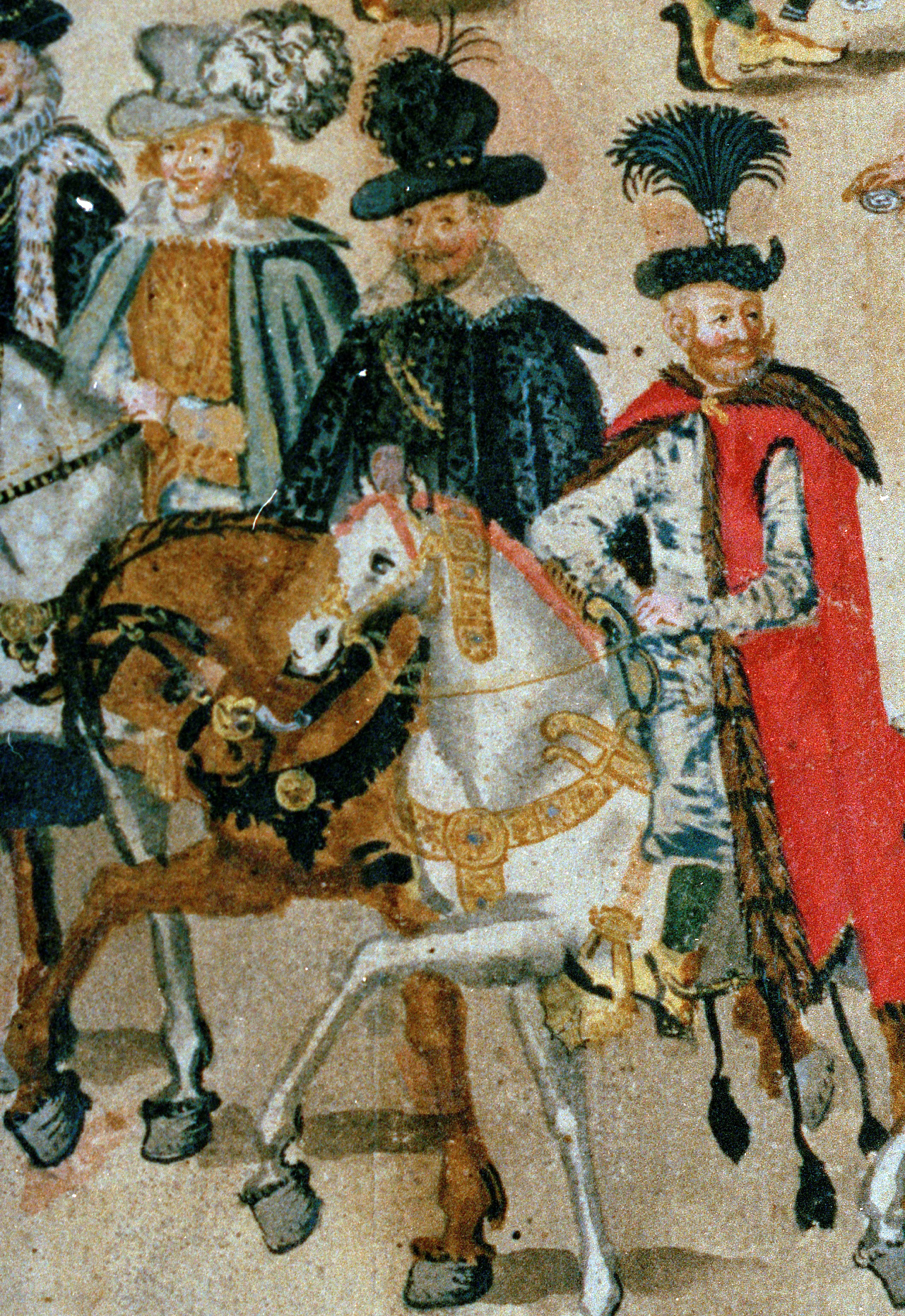
Georg II. (Mitte) als Gesandter des pommerschen Herzoghauses bei der Hochzeit Sigismund III. Wasa mit Constanze von Österreich, Ausschnitt aus der Gouachemalerei („Stockholmrolle“) die den Einzug der Hochzeitsgesellschaft in Krakau zeigt, 1605.

Georg II. (* 30. Januar 1582 in Barth; † 27. März 1617 in Buckow bei Rügenwalde) war ein nicht-regierender Herzog von Pommern. Er verwaltete von 1606 bis 1617 gemeinsam mit seinem Bruder Bogislaw XIV. das Amt Rügenwalde.

## Leben
Georg gehörte der letzten Generation des in Pommern regierenden Greifenhauses an. Er wurde 1582 als jüngerer Sohn von Herzog Bogislaw XIII. und dessen erster Gemahlin Klara von Braunschweig geboren. Georg und seine Brüder einigten sich nach dem Tode ihres Vaters über die Teilung des Erbes. Nach der Vereinbarung vom 1. Oktober 1606 wurde der Älteste, Philipp II. (1573–1618), regierender Herzog von Pommern-Stettin. Franz (1577–1620) blieb evangelischer Bischof von Cammin. Georg erhielt gemeinsam mit seinem älteren Bruder Bogislaw XIV. (1580–1637) das Amt Rügenwalde. Der jüngste Bruder Ulrich schließlich erhielt zunächst lediglich eine jährliche Pension.
Im Amt Rügenwalde befasste sich Georg ausschließlich mit der Jagd und nahm keinen Anteil an den Staatsgeschäften. Beim Abfeuern einer Büchse verlor er das linke Augenlicht.
Herzog Georg blieb unvermählt. Er starb 1617 in Buckow in seinem Amt Rügenwalde und wurde in der Schlosskirche zu Stettin bestattet.